# Physiomorphus melanarus
Physiomorphus melanarus es una especie de coleóptero de la familia Mycteridae.

## Distribución geográfica
Habita en Brasil.